# Miss Austria
Miss Austria è un concorso di bellezza femminile che si tiene ogni anno in Austria. Dal 1959 il concorso è organizzato dalla Miss Austria Corporation. La vincitrice del concorso rappresenta l'Austria a Miss Mondo.
Il concorso esisteva già prima della seconda guerra mondiale, benché siano sopravvissuti pochi documenti relativi ai concorsi svolti prima del 1948. Si sa per certo che una ragazza viennese Lisl Goldarbeiter fu incoronata Miss Universo nel 1929 e che Ms. von Grienberger nel 1930 e Herta van Haentjens nel 1931 vinsero Miss Österreich ed in seguito parteciparono a Miss Europa.
Nell'attuale concorso di Miss Austria partecipano alla finale la prima e la seconda classificata dei vari concorsi federali tenuti durante l'anno. Quindi in finale partecipano le diciotto delegate provenienti dalle nove bundesländer.

## Albo d'oro

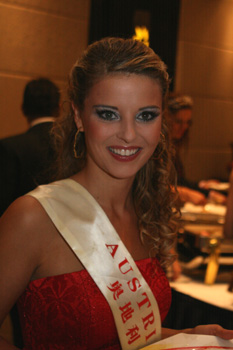
Christine Reiler, Miss Austria 2007

| Anno | Miss Austria                   | Stato federale |
| ---- | ------------------------------ | -------------- |
| 1929 | Lisl Goldarbeiter              | Vienna         |
| 1930 | Ingeborg von Grienberger       | Stiria         |
| 1931 | Hertha van Haentjens           | Vienna         |
| 1948 | Ingrid Jonaszin                | Vienna         |
| 1949 | Nadja Tiller                   | Vienna         |
| 1950 | Hanni Schall                   | Vienna         |
| 1951 | Nadja Tiller                   | Vienna         |
| 1952 | Inge Fröwis                    | Vorarlberg     |
| 1953 | Lore Felger                    | Vienna         |
| 1954 | Sonja Sophie Waltrude Edelmann | Vienna         |
| 1955 | Felicitas von Goebel           | Vienna         |
| 1956 | Traudl Eichinger               | Burgenland     |
| 1957 | Elisabeth Schübel-Auer         | Vienna         |
| 1958 | Hanni Ehrenstrasser            | Vienna         |
| 1959 | Christl Spazier                | Vienna         |
| 1960 | Luise Kammermeier              | Burgenland     |
| 1961 | Dorli Lazek                    | Vienna         |
| 1962 | Heidi Fischer                  | Vienna         |
| 1963 | Erika Kammbach                 | Burgenland     |
| 1964 | Evi Rieck                      | Bassa Austria  |
| 1965 | Carin Schmidt                  | Salisburgo     |
| 1966 | Brigitte Krüger                | Salisburgo     |
| 1967 | Christl Bartu                  | Vorarlberg     |
| 1968 | Eva Rueber-Staier              | Stiria         |
| 1969 | Evi Kurtz                      | Alta Austria   |
| 1970 | Sonja Milnaric                 | Tirolo         |
| 1971 | Roswita Winkler                | Bassa Austria  |
| 1972 | Ursula Bacher                  | Carinzia       |
| 1973 | Roswitha Kobald                | Stiria         |
| 1974 | Evelyn Engleder                | Alta Austria   |
| 1975 | Rosemarie Holzschuh            | Bassa Austria  |
| 1976 | Heidi Passian                  | Bassa Austria  |
| 1977 | Eva Maria Düringer             | Vorarlberg     |
| 1978 | Doris Anwander                 | Vorarlberg     |
| 1979 | Karin Zorn                     | Stiria         |
| 1980 | Helga Scheidl                  | Bassa Austria  |
| 1981 | Edda Schnell                   | Bassa Austria  |
| 1982 | Elisabeth Kawan                | Stiria         |
| 1983 | Mercedes Stermitz              | Stiria         |
| 1984 | Michaela Nußbaumer             | Vorarlberg     |
| 1985 | Elfride Heindl                 | Stiria         |
| 1986 | Ulli Harb                      | Stiria         |
| 1987 | Marielle Moosmann              | Vorarlberg     |
| 1988 | Sabine Grundner                | Carinzia       |
| 1989 | Nicole Natter                  | Vorarlberg     |
| 1990 | Susanne Hausleitner            | Stiria         |
| 1991 | Christine Heiss                | Vorarlberg     |
| 1992 | Tamara Mock                    | Vorarlberg     |
| 1993 | Jutta Mirnig                   | Carinzia       |
| 1994 | Eva Medosch                    | Vienna         |
| 1995 | Dagmar Perl                    | Stiria         |
| 1996 | Sonja Horner                   | Alta Austria   |
| 1997 | Susanne Nagele                 | Tirolo         |
| 1998 | Sabine Lindorfer               | Alta Austria   |
| 1999 | Sandra Köbl                    | Vorarlberg     |
| 2000 | Patricia Kaiser                | Alta Austria   |
| 2001 | Daniela Rockenschaub           | Alta Austria   |
| 2002 | Céline Roscheck                | Bassa Austria  |
| 2003 | Tanja Duhović                  | Vienna         |
| 2004 | Silvia Hackl                   | Alta Austria   |
| 2005 | Isabella Stangl                | Salisburgo     |
| 2006 | Tatjana Batinić                | Vienna         |
| 2007 | Christine Reiler               | Bassa Austria  |
| 2008 | Marina Schneider               | Tirolo         |
| 2009 | Anna Hammel                    | Alta Austria   |
| 2010 | Valentina Schlager             | Carinzia       |
| 2011 | Carmen Stamboli                | Vienna         |
| 2012 | Amina Dagi                     | Vorarlberg     |